# دلال أبو آمنة
دلال غازي محمد أبو آمنة ولدت عام (1983-) في مدينة الناصرة شمال فلسطين، مغنية ومنتجة فلسطينية ودكتورة باحثة في علوم الدماغ وفيسيولوجيا الأعصاب من معهد التخنيون التطبيقي في حيفا. اعتقلت دلال أبو آمنة مساء الاثنين الموافق 16 أكتوبر 2023 على خلفية أحداث عملية طوفان الأقصى بعد أن نشرت منشورًا على منصة التواصل الاجتماعي كتبت فيه "لا غالب إلا الله". قد مُدّد اعتقالها بمحكمة الصلح في الناصرة حتى الأربعاء ال 18 من أكتوبر.

## مسيرتها الفنيّة
بدأت دلال الغناء في سن الرابعة حيث شاركت في مسابقة أميرة الربيع ونالت حينها اللقب عن أغنية «مريم مريمتي» عام 1987، وفي عمر السادسة عشرة عرفت بأدائها المتقن لأغاني الطرب الأصيل والأدوار القديمة، إلى جانب تأديتها لأغاني التراث الفلسطيني والشامي. شهد لها كبار موسيقيي العالم العربي مثل صلاح الشرنوبي وأصالة نصري وأشادوا بصوتها الذي يدمج برأيهم بين الأصالة والحداثة.
تعرف بتقديمها للفن الإنساني الملتزم وتعمل على تطوير الفن الفلسطيني بحيث يحافظ على أصالته من ناحية ويحاكي الجيل الشاب والمستمع الغربي من ناحية أخرى كوسيلة لترسيخ الهوية الفلسطينية ودعم قضايا الشعب الفلسطيني. شاركت دلال في مهرجانات عالمية وعربية هامة مثل مهرجان جرش ومهرجان الموسيقى العربية في دار الاوبرا المصرية وقامت بتمثيل فلسطين في عدة اوبريتات عربية كأوبيريت أرض الأنبياء 2012 وأوبريت نداء الحرية 2014، كما تشارك بشكل دائم في امسيات ثقافية وفنية محليا وعربيًّا ودوليًّا. بالأضافة لمشاركاتها ضمن فرقتها الخاصة، دلال هي المغنية الرئيسية في الأوركسترا العالمية MESTO وتقدم من خلالها أغاني التراث العربي والفلسطيني بمرافقة موسيقيين غربيين وبتوزيع اوركسترالي في كافة انحاء العالم.
قامت دلال بإصدارعدة أغاني نالت شهرة واسعة مثل «أنا قلبي وروحي فداك» عام 2001، كلمات عدنان عباسي وألحان الفنان علاء عزام وتوزيع حبيب شحادة وسجلت في استديوهات كارم مطر خليني في بالك 2003، واصدرت ألبومين اثنين: «كريم يا رمضان» "2007"، وألبوم «عن بلدي» 2013 وهو ألبوم يحكي عن فلسطين بجوانبها المختلفة وبأساليب غنائية متنوعة، ونالت إحدى اغانيها «عين العذراء» التي كانت على قائمة الأغاني الأنجح اذاعيا وأغنية بكرة جديد التي كانت ضمن الخمس أغاني المختارة في مهرجان يورومد Euromed الدولي 2006.

## ألبومات
أصدرت عدة ألبومات وأغانٍ منفردة لاقت نجاحًا كبيرًا في فلسطين واكتسبت انتشارًا واسعًا لدى شريحة كبيرة من المتابعين إضافة إلي المثقفين  العرب والأجانب في كل أنحاء العالم، إحدى هذه الألبومات بعنوان «عن بلدي»، والذي تحكي فيه عن فلسطين من زوايا جديدة ومتعددة تكشف فيه عن الجمال والفرح الفلسطيني، من خلال أغان من إبداع ملحنين وشعراء فلسطينيين، بتوزيع موسيقى حديث يتماشى وأصالة القالب الموسيقى الطربي للأغاني.
ثم أطلقت مشروع وألبوم «يا ستي»، الذي يعتبره النقاد واحدًا من أهم المشاريع الفنية العربية  التي توثق الغناء التراثي النسوي، حيث يتميز المشروع بمرافقة مجموعة من «الجدات– حافظات التراث» لدلال على خشبة المسرح، حيث يستحضرن أجواء العائلة الشامية والعربية، بالغناء الجماعي وبأسلوب مسرحي عفوي.
كما تحضر دلال لإطلاق ألبومها الجديد «نور» وهو عبارة عن رحلة موسيقية في الشعر الصوفي، تقدم فيه مقطوعات قديمة لكبار الشعراء الصوفيين مثل ابن عربي وجلال الدين الرومي ورابعة العدوية والحلاج وابن الفارض، بألحان وتوزيعات حديثة وضعت خصيصا لهذ المشروع، قامت دلال بإنتاجه بالتعاون مع مؤسسة البستان في فلادلفيا.

## نشأتها وحياتها الشخصيّة
ولدت دلال أبو امنه في مدينة الناصرة، في 9 آب 1983. قد فتنتها العلوم والموسيقى منذ طفولتها. ففي الموسيقى اكتسبت دلال شهرتها بصوتها العذب وقدرتها على اداء مختلف الأنماط الموسيقيّة. وفي الوقت الذي كانت تقوم فيه بصياغة هوية فلسطينية عالمية من خلال موسيقاها، أنتجت أيضًا جميع مشاريعها الموسيقية، بما في ذلك ألبوماتها الثلاثة: «عن بلدي»، «يا ستي» و«نور»، وعرفت دلال بمشاريعها الفنية المستمدة من وجدان وتراث الشعب الفلسطيني والعربي، وتميزت باتقانها للعديد من الألوان الغنائية، تشمل الطرب الكلاسيكي، الغناء الأندلسي، الإنشاد الروحي الصوفي، إلى جانب إحيائها للتراث الشعبي الفلسطيني والشامي.
نشأت دلال في عائلة فنّيّة، والدتها هي جهينة الهواري تملك صوتًا جميلًا لكنها لم تحترف الفن وتعمل كمربية أطفال. أمّا والدها غازي أبو آمنة يعزف العود، وصاحب مطعم أسماك في البلدة. لديها 4 شقيقات إناث، نداء وسلام وجيهان وفاتن، حيث تعمل سلام وجيهان في مجال الفن والغناء وتعمل نداء وفاتن في مجال الفنون البصرية نظرا لإعاقتهما السمعية.
بدأت دلال الغناء في سن الرابعة حيث شاركت في مسابقة أميرة الربيع ونالت حينها اللقب عن أغنية «مريم مريمتي» عام 1987، تأثرت دلال بدايةَ بالسيدة فيروز، صوتًا ونهجًا، وكانت تشارك في الحفلات المدرسيّة وتؤدي أغانيها إلى جانب أغاني النصراويات وأغاني التراث الفلسطيني. تأثّرت في جيل الخامسة عشرة بالسّيّدة أم كلثوم وخاصة أغانيها القديمة مما جعلها تحظى بشهرة واسعة في فلسطين لتميّزها في أداء هذه الأغاني ومن هنا انتقلت إلى مرحلة الاحتراف وكونت فرقتها الخاصة التي صاحبتها في حفلات ومهرجانات محليّة وعالميّة.
كون دلال عالمة أعصاب ومطربة، لم يمنعها ذلك من بناء عائلة ناجحة، فهي أم لطفلين وهما: لور (مواليد 2008) وهشام (مواليد 2010) ، وزوجة لأخصائي طب العيون والشاعر والمنتج عنان عباسي من مواليد حيفا 1977، والذي تعرفت عليه عام 2001 من خلال اغنيتها انا قلبي وروحي فداك التي كتب كلماتها، ومن ثمّ تكللت هذه العلاقة بالزواج عام 2006. إضافة لكونه طبيب عيون وشاعر، زوجها عنان هو المدير والمنتج لغالبية أعمالها ومشاريعها الفنية بالاشتراك مع السيدة دانا عمرو.

## مسيرتها العلميّة
جمعت دلال أو آمنة بين الفنّ ودراستها الاكاديميّة، حيث تخرجت من مدرسة المطران (الأكليريكية) في الناصرة عام 2001. حصلت على درجة البكالوريوس في العلوم المعرفية وعلم النفس من الجامعة العبرية في القدس، ومن ثم درجة الماجستير. من ثمّ قُبلت لدراسة الطب في معهد التخنيون في حيفا. من الجدير بالذّكر أنّها كانت أول عربية فلسطينية تدرس هذا الموضوع الدقيق والذي يجمع بين علوم الحاسوب وعلوم الطب والأحياء وعلم البيوفيزياء وعلم النفس والفلسفة. في عام 2006 التحقت في برنامج الدراسات العليا في معهد التخنيون التطبيقي حيث نالت لقب الماجستير في العلوم الطبية بتخصص علم الدماغ وفي عام 2011 بدأت عملها كباحثة وكطالبة دكتوراة في نفس المعهد في موضوع علم الدماغ والأعصاب حيث تعمل على تطوير وسيلة تكنولوجية حديثة لعلاج أمراض عصبية مزمنة كالتصلب اللويحي المتعدد.

## المشاركات الفنيّة
- مهرجان تآخي الشعوب في اليونان، عام (2002).
- مهرجان تآخي الشعوب في إسبانيا، عام (2002).
- مهرجان وحدة الاكراد في ألمانيا، في العامين (2001, 2002).
- مهرجان المدينة في تونس، في العامين (2000,2001).
- مهرجان الدوحة الغنائي بمرافقة الشاعر الفلسطيني سميح القاسم، عام (2003).
- مسابقه «نغم آخر» للحوار الثقافي - الاتحاد الأوروبي، عام (2006).
- مؤتمر الموسيقى العربية في دار الاوبرا المصرية، القاهرة- بمرافقة اوركسترا MESTO الأمريكية بقيادة الموسيقار الفلسطيني العالمي نبيل عزام، في العامين (2007, 2001).
- مهرجان جرش في الأردن (عمّان) - بمرافقه اوركسترا MESTO، عام (2007).
- احتفالية القاهرة في هوليوود - كاليفورنيا- الولايات المتحدة - بمرافقة اوركسترا MESTO الأمريكية، عام (2008).
- كونسيرت «من اجل أطفال غزّة» - الدار البيضاء-المغرب، بمرافقة الفرقة المغربية، بقيادة المايسترو صلاح مرسلي الشرقاوي، عام (2009).
- مهرجان ليالي الطرب في قدس العرب - القدس، رام الله ونابلس، بمرافقة الموسيقار العالمي سيمون شاهين، عام (2009).
- مهرجان انطلاقة الثورة الفلسطينية - رام الله، في العامين (2011و2010).
- مهرجان كان السينمائي - حفل اطلاق مؤسسة الدوحة للأفلام، فرنسا، عام (2010).
- مهرجان الأغنية العربية الخامس عشر- اتحاد إذاعات الدول العربية - بورت غالب، مصر، عام (2010).
- المهرجان التضامني مع الثورات العربية- فلسطين، عام (2011).
- كونسيرت طرب في الدار البيضاء – المغرب، عام (2011).
- كونسيرت فني بمرافقة اوركسترا MESTOفي دار الأوبرا السلطانية في مسقط- عُمان، عام (2012).
- أمسية فنيّة بتنظيم السفارة الفلسطينية في أبوظبي، الإمارات، عام (2012).
- أمسية ثقافيّة في مركز الشيخ إبراهيم بن محمد آل خليفه، البحرين، عام (2012).[7]
- مهرجان يوم الأرض في أبو ظبي، الإمارات 2013.
- مهرجان «حياة بيت لحم» في بيت لحم 2013.
- مهرجان «الروزانة» في بيرزيت 2013.
- مهرجان ليالي رمضان، الناصرة 2013.
- مهرجان التسوق الفلسطيني في جامعة النجاح، نابلس 2014.
- مهرجان «لنصرة غزة» في الحي الثقافي، كتارا، قطر 2014.
- مهرجان «في ذكرى الغياب» لاحياء ذكرى محمود درويش، عمان، الأردن 2014.
- مهرجان حراس الذاكرة لجمعية الحنونة- عمان، الأردن 2014.
- مهرجان القدس للتراث الفلسطيني، القدس، فلسطين 2015.
- المهرجان الفلسطيني في هيوستون، تكساس، الولايات المتحدة 2015.
- مهرجان اتحاد الإذاعات العربية، تونس 2015.
- مهرجان القدس للتراث الفلسطيني، القدس 2015.
- عيد التضامن العالمي Les Solidarites , نامور، بلجيكا 2015.
- كونسيرت الغناء الاندلسي مع جوقة The Crossing ومؤسسة البستان، فيلادلفيا 2015.
- كونسيرت الغناء الصوفي ومؤسسة البستان، فيلادلفيا 2016.
- حفل إطلاق ألبوم «يا ستي» الناصرة، فلسطين 2016.
- حفل ختام مهرجان «وين ع رام الله» رام الله، فلسطين 2016.
- جولة عروض «يا ستي» ضمن المهرجان الفلسطيني في هيوستون، تكساس، الولايات المتحدة الأمريكية 2017.
- عرض «يا ستي» في افتتاح مؤسسة فلسطين، كاليفورنيا، الولايات المتحدة الأمريكية 2017.
- جولة عروض ضمن مهرجان تيمقاد في (تيمقاد، قسنطينة، وهران، العاصمة), الجزائر 2017.
- حفل ختام الإسبوع الفلسطيني في السالمية، الكويت 2017.
- حفل إحياء ذكرى يوم الأرض – مكتبة الإسكندرية،  مصر 2018.
- مشاركة في العرض الموسيقى العالمي «طريق الحرير» في بيت لحم 2018.
- حفل Eastern Mediterranean University – قبرص، اليونان 2018.
- حفل إحياء ذكرى عظيمات الغناء العربي "Hommage Aux Grandes Dives" في مسرح فليهارموني باريس، فرنسا 2018.
- التمثيل الأول لفلسطين في مهرجان القلعة الدولي للموسيقى والغناء بدورته الـ 27, القاهرة، مصر 2018.
- مشاركة في المهرجان العربي للموسيقى والفنون ” FESTIVAL OF ARABIC MUSIC & ARTS" للأوركسترا الكندية العربية، كندا 2018.
- أول مطربة فلسطينية تغني على المسرح الرئيسي لمنظمة التربية والثقافة والعلوم (اليونيسكو) في احتفالية اليوم العالمي للغة العربية – باريس، فرنسا 2019.
- مهرجان قرطاج الدولي، 2021.

### مشروع «يا ستي»
هو مشروع غنائي موسيقي فلسطيني من فكرة وإنتاج الفنانة الفلسطينية دلال أبو آمنة تقوم من خلاله دلال بإعادة تقديم المادة التراثيّة الفلسطينية  الشامية بصيغة جديدة، يشاركها فيها مجموعة من الجدات بالغناء وسرد الحكايا على المسرح. اطلقت دلال مشروع «يا ستي» الممسرح في عام 2015، تبعه إصدار البوم موسيقي وفيديو كليب ترويجي عام 2016 يحملان نفس الاسم. ومنذ انطلاقته، يحظى «يا ستي» بنجاح كبير جعله يجول في غالبية مدن وقرى فلسطين كما وفي دول العالم، حيث تم تقديمه من خلال جولات في اميركا والأردن وتونس والجزائر والكويت وقبرص وغيرها، وما زال مستمرا بتلقي دعوات عديدة من مختلف الدول العربية والعالم للمشاركة في أهم المهرجانات الفنية والثقافية.
تكمن خصوصية عرض «يا ستي» في فكرة تقديم الموروث الغنائي النسائي  على الملأ ولأول مرة بأصوات جدات لطالما  رددن هذه الأغاني سرا في جلساتهن، دون ان يلتفت أحد لقيمة هذا الموروث وللدور الجوهري الذي لعبنه أولئك الجدات في الحفاظ عليه. من خلال مشروع «يا ستي» يتم الكشف عن هذا الموروث وتقديمه حسب نشأته الطبيعية وبيئته الأصلية على المسرح وامام الجمهور بطريقة تفاعلية يندمج فيها الجمهور مع الأغاني والحوارات العفوية التي تكون بين دلال والجدات. يسهم عرض «يا ستي» في استحضار روح العائلة الفلسطينية والشامية قديما، والتي فقدت بسبب الظروف السياسية الصعبة التي عصفت وما زالت تعصف بالمنطقة منذ النكبة وحتى يومنا هذا، حيث تراجعت - إلى حد التلاشي-  تلك الجلسات العائلية الحميمية ومن هنا تبرز قيمة عرض «يا ستي» ليس في توثيق هذه الأغاني وحمايتها من الاندثار فحسب بل في استرجاع تلك الجلسات والكشف عن مكنوناتها وجماليتها من على خشبة المسرح.
تجاوز عرض «يا ستي» كونه عرضا فنيا موسيقيا لإحياء التراث إلى كونه حركة نسوية رائدة يتم من خلالها التأكيد على دور المرأة في الحفاظ على الإرث الثقافي والذاكرة الجمعية. بالإضافة إلى ذلك، يقوم عرض «يا ستي» بتقديم النسيج المجتمعي الفلسطيني الغني بتنوعه وتعدديته الاجتماعية والدينية، مع التأكيد على وحدوية الشعب والمصير المشترك لأبنائه باختلاف انتماءاتهم. كما ويؤكد عرض «يا ستي» على اللحمة العربية-الفلسطينية والدور المركزي الذي لعبته الشعوب العربية في دعم واحتضان الشعب الفلسطيني وقضيته العادلة منذ النكبة وحتى اليوم.

## تكريمات وجوائز
تم تكريم الفنانة دلال أبو آمنة في عشرات المهرجانات في فلسطين والعالم العربي على دورها في دعم القضايا الإنسانية.
- واحدة من الشخصيات التي تساهم في الحفاظ على الموروث الفني في العالم العربي، في مهرجان اتحاد اذاعات الدول العربية في تونس، 2015 .
- امرأة فلسطينية نموذجية في المهرجان الفلسطيني في هيوستون، 2015.
- أفضل شخصية فنية في فلسطين من قبل مؤسسة سيدة الأرض، 2016.
- أفضل الشخصيات النسائية في فلسطين من قبل وزارة الثقافة الفلسطينية، 2017.

## الأغاني
| اسم الأغنية           | كلمات                     | ألحان          | سنة الاصدار | الألبوم                   |
| أنا قلبي وروحي فداك   | حبيب شحادة حنا/ علاء عزام | عنان عباسي     | 2001        | عن بلدي                   |
| خليني في بالك         | بطرس خوري                 | بطرس خوري      | 2003        | عن بلدي                   |
| كريم يا رمضان         | أمين ناطور                | عنان عباسي     | 2007        | single                    |
| عين العذراء           | مارون أشقر                | مارون أشقر     | 2013        | عن بلدي                   |
| بلادي                 | حبيب شحادة حنا            | عصام العباسي   | 2013        | عن بلدي                   |
| يا جبال جبالنا        | مارون أشقر                | مارون أشقر     | 2013        | عن بلدي                   |
| يلا معي               | حبيب شحادة حنا            | بطرس خوري      | 2013        | single                    |
| ربى الكرمل            | خالد صدوق                 | بطرس خوري      | 2013        | عن بلدي                   |
| يا عمر                | مارون أشقر                | مارون أشقر     | 2013        | عن بلدي                   |
| هالبيت في معلول       | صبحي خميس                 | سيمون عيلوطي   | 2013        | عن بلدي                   |
| بكره جديد             | عنان عباسي                | غسان حرب       | 2013        | single                    |
| بلدي يا روضة من الجنة | خالد صدوق                 | خالد صدوق      | 2013        | عن بلدي                   |
| تهليلة نامي           | دلال أبو آمنة             | محمد باسم فقها |             | single                    |
| نص الدنيا             | ديانا غنطوس               | ميسون حنا      |             | single                    |
| مش مقبول              | حبيب شحادة حنا            | عنان عباسي     |             | single                    |
| صليت يا بلد السلام    | يوسف نخلة                 | مارون أشقر     |             | single                    |
| يا رب                 | مارون أشقر                | مارون أشقر     |             | single                    |
| الوادي الكبير         | لوركا                     | سيمون شاهين    | 2017        | single                    |
| أناصرتي               | مارون أشقر                | نزيه فاهوم     |             | single                    |
| برضاك (فيديو كليب)    | تراث                      | تراث           | 2016        | single (video clip)       |
| وصلة ستي (فيديو كليب) | تراث                      | تراث           | 2016        | (video clip) ألبوم يا ستي |
| وصلة تعليلة           | تراث                      | تراث           | 2016        | ألبوم يا ستي              |
| وصلة نصراوية          | تراث                      | تراث           | 2016        | ألبوم يا ستي              |
| وصلة شامية            | تراث                      | تراث           | 2016        | ألبوم يا ستي              |
| وصلة أمي              | تراث                      | تراث           | 2016        | ألبوم يا ستي              |
| وصلة دبكة             | تراث                      | تراث           | 2016        | ألبوم يا ستي              |
| وصلة عودة             | تراث                      | تراث           | 2016        | ألبوم يا ستي              |
| تعال                  | تراث صوفي                 | كنان أبو عفش   | جار الإطلاق | ألبوم نور                 |
| ته دلالا              | تراث صوفي                 | كنان أبو عفش   | جار الإطلاق | ألبوم نور                 |
| منتشيًا بأنغامك        | تراث صوفي                 | كنان أبو عفش   | جار الإطلاق | ألبوم نور                 |
| والله ما طلعت شمس     | تراث صوفي                 | كنان أبو عفش   | جار الإطلاق | ألبوم نور                 |
| يا سروري              | تراث صوفي                 | كنان أبو عفش   | جار الإطلاق | ألبوم نور                 |
| أنصت إلي الناي        | تراث صوفي                 | كنان أبو عفش   | جار الإطلاق | ألبوم نور                 |
| عندما لاح             | تراث صوفي                 | كنان أبو عفش   | جار الإطلاق | ألبوم نور                 |
| الحب ديني             | تراث صوفي                 | كنان أبو عفش   | جار الإطلاق | ألبوم نور                 |
| عرفت الهوى            | تراث صوفي                 | كنان أبو عفش   | جار الإطلاق | ألبوم نور                 |
| الفؤاد المعذب         | تراث صوفي                 | كنان أبو عفش   | جار الإطلاق | ألبوم نور                 |
| لبيك لبيك             | تراث صوفي                 | كنان أبو عفش   | جار الإطلاق | ألبوم نور                 |

## وصلات خارجية
- رابط الصفحة الرسمية دلال أبو آمنة
- https://www.youtube.com/watch?v=XDr51TRvyAw
- https://www.youtube.com/watch?v=cMhjG-aCbmE
- https://www.youtube.com/watch?v=lnRUvrsAu9Y
- https://www.youtube.com/watch?v=gptdB9h_aTI